# 圍攻龜州
圍攻龜州，是發生在1231年-1232年的蒙古入侵高麗的戰役，也是高麗軍隊對蒙古軍一次決定性的勝利。
蒙古軍隊越過鴨綠江後，迅速佔領了高麗邊界的所有城市。然而，蒙古軍隊在安州市和在由朴犀鎮守的龜州(現在龜城市)遭遇了頑強的抵抗。
為了攻下龜州，撒禮塔使用了一整套攻城武器來打擊這個城市的防禦。射石器發射巨石和熔融金屬到城牆上。蒙古人還部署了特種軍隊用大車撞開城市的木門，在牆下挖隧道。圍攻期間使用的最可怕的武器是含有液化人體脂肪的炸彈。
根據一位蒙古將軍的說法：“......我從來沒有見過一個城市像這樣遭受這樣的攻擊，最終也沒有投降。
儘管高麗軍隊寡不敵眾，經過三十餘天的殘酷攻城戰，高麗士兵依然拒絕投降，蒙古人傷亡慘重，蒙古軍隊不得不撤離。